# Eutichio (martire)
Eutichio (Egitto, ... – Alessandria d'Egitto, 356) fu un martire cristiano, venerato come santo dalla Chiesa cattolica che ne fissa la memoria al 26 marzo.

## Agiografia
Questo santo, suddiacono della Chiesa di Alessandria, è noto perché il suo martirio è narrato da sant'Atananasio nelle sue opere, in particolare la Apologia de Fuga sua e la Historia Arianorum.
I fatti si svolsero nelle settimane successive alla Pasqua del 356, all'epoca dell'imperatore Costanzo II, quando la sede alessandrina era usurpata dall'ariano Gregorio, che aveva dato inizio ad una dura persecuzione contro i cristiani fedeli ad Atanasio.
Eutichio fu rapito dagli ariani e fustigato a tal punto da ridurlo in fin di vita. Costretto ai lavori forzati, morì durante il viaggio verso le miniere di Phoeno.

## Culto
La commemorazione di Eutichio venne introdotta da Cesare Baronio nel Martirologio Romano alla data del 26 marzo. Altri martiri, morti nel stesso periodo di Pentecoste, furono inseriti dal Baronio al 21 maggio.
Il Martirologio Romano, riformato a norma dei decreti del Concilio Vaticano II, ricorda Eutichio con queste parole:
(Martirologio Romano. Riformato a norma dei decreti del Concilio ecumenico Vaticano II e promulgato da papa Giovanni Paolo II, Città del Vaticano, 2004, p. 284)